# Облаците
„Облаците“ (на старогръцки: Νεφέλαι Nephelai) е старогръцка комедия, написана от знаменития комедиограф Аристофан. Тя осмива интелектуалните моди в класическа Атина. Комедията за пръв път е поставена на сцена на Големите Дионисии през 423 г. пр.н.е. и не е била толкова добре приета, колкото авторът е очаквал – остава на последно място от трите пиеси, състезавали се на фестивала. Преработена е между е 420 – 417 г. пр.н.е. и след това е разпространявана в ръкописна форма.
До нас не са достигнали копия от първата версия на творбата и научните анализи показват, че преработеният вариант спада, в по-голямата си част, към старата атическа комедия. При превод или при модерните изпълнения на комедията на сцена не се забелязва нейната незавършеност. Ретроспективно, „Облаците“ може да бъде смятана за първата запазена по рода си „комедия на идеите“ и е разглеждана от литературните критици като един от най-добрите примери за този жанр. Все пак, комедията остава прословута най-вече с карикатурата си на Сократ и е спомената в Апология на Платон като фактор, допринасящ при съдебния процес и екзекуцията на философа.

## Герои
- Хор: Облаци (богини)
- Стрепсиад – възрастен фермер
- Фидипид – негов син
- Роб на Стрепсиад
- Ученици в Мислилището
- Сократ – философът
- Правият Довод
- Кривият Довод
- Първи заемодавец
- Втори заемодавец

## Обстановка
1. Къщата на Стрепсиад
2. Мислилището (школата на Сократ)

### Главен конфликт
Бремето на дълга на Стрепсиад, породено при задоволяването на скъпия вкус за състезателни коне на сина му.

#### Завръзка
Стрепсиад се опитва да се запише в специалната софистка школа на Сократ, с цел да се научи на нечестния Крив Довод (Несправедлив Агрумент), който ще му помогне да победи своите заемодавци в съда. Той научава множество странни и впечатляващи факти за атеизма, природните науки и собствените имена. Въпреки това, Стрепсиад се доказва като невъзможен ученик и вместо себе си записва своя син – прахосникът Федипид. Федипид овладява майсторски реториката на Кривия Довод.

#### Кулминация
Федипид използва ловко софистичните методи, на които се е научил в школата на Сократ, за да нарани физически и психически своя баща Стрепсиад.

#### Развръзка
Стрепсиад отмъщава на Сократ за своето нещастие и за пренебрегнатите богове, като, заедно с роба си Ксантий, изгарят до основи школата на философа.

#### Основни теми
Въпросът за това, как да съгласуваме науката с религията; търсенето и пътят към правилното образование; как да съчетаем образованието с всекидневието и със заобикалящия го свят.

## Аристофан и неговите комедии
Аристофан (на старогръцки Ἀριστοφάνης, Aristophanes) – 450 – 385 г. пр.н.е. – старогръцки комедиограф, най-значителният представител на старата атическа комедия. Атинското му гражданство е оспорвано. Известно е, че Аристофан цени миналото и се е отнася с недоверие към съвременността. Неговите политически симпатии са на страната на земевладелеца и обикновения селянин, които предпочитат мирния труд пред войната. Аристофан създава над 40 пиеси, от които изцяло са запазени 11 – единствените достигнали до нас творби от периода на старата атическа комедия. От останалите са известни заглавия на 32 и около 1000 фрагмента. 
„Ахарняни“(Acharnéis, 425 г. пр.н.р.) е най-ранната измежду запазените комедии на Аристофан. Поставена е по време на Пелопонеската война; чрез нея авторът се опитва да внуши на атиняните необходимостта да бъде сложен край на войната. Комедията „Конниците“ (Hippeís) е насочена срещу демагога Клеон и неговата политика; донася първа награда на Аристофан през 424 г. пр.н.е.
„Облаците“ (Nephélai, 423 г. пр.н.е.)е най-известната, а според автора – и най-сполучливата му пиеса. Насочена е срещу упадъчното влияние на софистическото обрзование, представено (неоснователно) чрез образа на Сократ.
„Осите“ (Sphékes, 422 г. пр.н.е.) е сатира срещу слабостта на атиняните да участват в съдебни процеси, „Мирът“ (Eiréne, 421 г. пр.н.е.) подхваща разглежданата тема за мира и войната.
В „Птиците“ (Orníthes, 414 г. пр.н.е.) са отразени насторението и надеждите, които атиняните възлагат на т.нар. Сицилианска експедиция, а в „Лизистрата“ (Lysistráte, 411 г. пр.н.е.), след катастрофата в Сицилия е показан комичният заговор, който жените от цяла Елада организират, за да бъде сключен мирен договор.
В „Жените на празника на Тесмофориите“ (Thesmophoriázusai) жените решават да отмъстят на Еврипид заради пренебрежителното му отношение към тях. „Жабите“ (Bátrachoi, първа награда, 405 г. пр.н.е.) също е насочена срещу Еврипид, който е обвинен за настъпилия в трагическото изкуство упадък. В „Жените в народното събрание“ (Ekklesiázusai, 391 г. пр.н.е) е разработена пародийно идеята за равенството между жените и мъжете.
„Богатството“ (Plútos), поставена през 388 г. пр.н.е. е нов вариант на по-стара постановка. В нея е представено излекуването на бога на богатството от слепота, с което се слага край на несправедливото разделение на благата.
Последните две творби на Аристофан, които не са достигнали до нас, са били поставени от сина му Арарот. Едната от тях – „Еолозикон“ (Aiolosikón), е без хорови песни и парабаза, а другата – „Кокалос“ (Kóicalos), въвежда мотиви и похвати, характерни за новата атическа комедия.
Блестящ в реалистичния си диалог, Аристофан еднакво добре пародира всякакви стилове: на политическа реч, на съдопроизводството и свещенослужението, на епоса, трагедията и лириката. Сквернословието като естествена и дори необходиа страна на първоначалния обред на плодородието е налице в старата атическа комедия, която има подчертано карнавален характер. Аристофан намалява ролята и мястото на хора в комедията.

## Сюжет
Пиесата започва със седящия в леглото си Стрепсиад, докато синът му, Федипид, спи в леглото до него. Стрепсиад се оплаква на публиката, че е твърде притеснен за дълговете си и не може да си позволи да спи – неговата съпруга (разглезена жена от аристократичен клан) е окуражила прекалено скъпите интереси към състезателни коне на сина им. 
Но не, не мога да заспя, че хапят ме
безброй разноски, конски ясли, дългове
на тоя, моя син. С коси нестригани,
той язди кон, препуска с колесници и
коне сънува. Аз умирам, гледайки,
че месецът показва вече двайсети.
Та лихвите вървят!
Стрепсиад измисля как да се отърве от дълговете си, събужда сина си и го умолява да направи нещо за него. Федипид първоначално се съгласява, но след това си сменя мнението, когато научава, че Стрепсиад иска да го запише в Мислилището, училище за „боси и бледи бърборковци“, с които е недопустимо да се асоциират самоуважаващите се, атлетични млади мъже. Стрепсиад обяснява, че там учениците се учат как да превръщат лошия аргумент в печеливш аргумент и че това е единственият начин, по който може да надвие обидените заемодавци в съда. Федипид е непреклонен и баща му решава да отиде сам в Мислилището въпреки напредналата си възраст.

Там той среща ученик, който му разкрива някои от скорошните открития на Сократ, ръководителят на Мислилището, включително и нова мерна единица за дължината на скока на бълха (обувчица от восък, излят върху краче на бълха), точната причина за „пищенето“ на комара (че задният му край е подобен на тромпет/тръба) и новата употреба на големи уреди за астрономия и геометрия. Възхитен, Срепсиад моли да бъде представен на човека, който стои зад тези открития. Молбата скоро е изпълена: Сократ се появява над главата му, висящ в кошница, убеден, че оттам може да наблюдава по-добре небесните явления. Философът слиза и започва церемонията по въвеждане в школата на новия ученик. Връхна точка на церемонията е хорът от Облаци, състоящ се от богините-покровителки на мислителите и „други безделници“. Облаците пристигат, пеейки величествено за земите, откъдето идват и за земите, които сега са дошли да посетят, най-хубавите в цяла Гърция. Представен им като нов поклонник, Стрепсиад ги моли да „надмине чрез своята ораторска реч всички елини с 500 метра“. Те отговарят на молбата с обещание за блестящо бъдеще. Философът убеждава Стрепсиад, че боговете са „брътвене празно“ – единствените божества са Облаците.
СТРЕПСИАД
Но, за бога, нима олимпиецът Зевс не е бог според вашия възглед?
СОКРАТ
Какъв Зевс! Не приказвай глупашки неща! Зевс го няма дори!
Сократ го води в мрачното Мислилище за неговия пръв урок и Облаците пристъпват напред и се обръщат към публиката. Хорът декларира, че това е най-сполучливата пиеса на автора и че му е струвала най-много усилия. Укорява публиката за провала на пиесата на фестивала, където тя е победена от произведенията на „нисши автори“ и хвали своя автор за оригиналността и куража при осмиването на влиятелни политици като Клеон.
Зрители, ще кажа пред вас
истината смело аз...
...Ех, дано победя и тъй
бъда смятан за талант,
както аз пък виждам във вас
публика с изискан вкус,
а пък в тази комедия тук —
най-добрата си творба,
та поисках първо от вас
да се дегустира тя,
плод на толкоз труд! Ала бях
незаслужено надвит
от дръвници, груби мъже...
...Заловете тая чайка Клеон в кражба и рушвет...
След това хорът обещава благосклонността на боговете ако публиката накаже Клеон за корупцията и порицае атиняните заради намесата им в календара, което е отлъчило Луната от Атина.

Сократ се връща на сцената обиден, протестиращ срещу новия му ученик. Той призовава Стрепсиад отвън и прави опит за допълнителни уроци, при които старецът лежи под одеяло. Така се предполага, че мислите му ще възникнат в съзнанието му по естествен начин. Последицата от това е единствено самозадоволяването на Стрепсиад под одеялото, докато накрая Сократ отказва да прави каквото и да било с него. Облаците го съветват да намери някой по-млад, който да се учи вместо Стрепсиад. Впоследствие старецът заплашва сина си. Федипид неохотно отива с баща си до Мислилището, където срещат персонифицираните Доводи – Правия и Кривия, сътрудници на Сократ. Те спорят един с друг кой от тях може да предложи по-добро образование. Правият Довод е на страната на Справедливостта и на боговете и предлага да подготви Федипид за добросъвестен живот на дисциплина, типичен за мъже, които уважават старите традиции; Кривият Довод, отричайки съществуването на Правдата, му предлага да го подготви за живот, изпълнен с лекота и удоволствия, типичен за мъже, които знаят как да се измъкнат от беди чрез говорене. На края на спора, бързо проучване на публиката разкрива, че нечестни хора, обучавани от Кривия Довод, са имали едни от най-могъщите позиции в Атина. 
СТРЕПСИАД
Учи го, и наказвай го, и все помни
добре да го настроиш. От една страна,
за мънички дела; от друга, моля те,
му дай чене за по-големи работи.
КРИВИЯТ ДОВОД
Добре, софист ще си го вземеш опитен!
Правият Довод приема своята неизбежна загуба, а Кривият Довод води Федипид в Мислилището за животопроменящо образование и Стрепсиад се прибира в дома си доволен. Облаците пристъпват напред, за да се обърнат към публиката за втори път, искайки наградата за първо място в състезание на фестивала, в замяна на която те обещават плодородие и благосклонността на боговете – иначе ще рушат домове, ще съсипват реколти, ще осуетяват сватби.

Стрепсиад се връща в Мислилището, за да вземе сина си. Новият Федипид излиза, стряскащо трансформиран в интелектуалеца–безделник, в когото преди се страхуваше да се превърне. Радвайки се на близкия изход от финансовите проблеми чрез говорене, Стрепсиад води младежа вкъщи, за да празнуват, моменти преди първият от техните заемодавци да пристигне със свидетел, призовавайки Стрепсиад го на съд. Старецът отново се появява на сцената, конфронтира заемодавеца и го изпраща презрително. Втори заемодавец пристига и получава същите заплахи. Облаците пеят за задаващ се провал и Стрепсиад отново се качва на сцената, но сега е в беда, оплаква се, че е бил набит от новия си син в спор по време на празнуването. Федипид излиза хладнокръвно и спори с него за правото да бащата да бие сина си и на правото на сина да бие своя баща. Той приключва със заплахата да бие и своята майка, при което Стрепсиад е обхванат от ярост срещу Мислилището, обвинявайки Сократ за последните си беди. Стрепсиад моли боговете (конкретно бог Хермес) за прошка.
СТРЕПСИАД
О, глупост моя! Полудях, прогонвайки
зарад Сократа боговете!
(Към статуята на Хермес.)
Хермесе,
ти, драги ми, недей се сърди, моля те,
не ме унищожавай, а помилвай ме,
защото подлудиха ме брътвежите.
И ти ме посъветвай да ги съдя ли,
или каквото кажеш ти.
(Дава си вид, че се прислушва към статуята.)
А, правилно
съветваш да не ходя по съдилища,
а час по-скоро да запаля къщата
на тези кречетала.
Той води своите роби, въоръжени с факли и кирки, в неистова атака срещу опетнената школа. Разтревожените ученици са изгонени от сцената и хорът, нямайки какво да възхвалява, тихо си тръгва.

## Исторически фон
„Облаците“ се отклонява значително от главните теми на ранните комедии на Аристофан – атинската политика, Пелопонеската война и нуждата от мир със Спарта. Спартанците са спрели с ежегодните си набези в Атина. Атинянците са взели спартански заложници по време на битката при Сфактерия през 425 г. пр.н.е. и това, заедно с разгрома на атинянците в битката при Делиум през 424 г. пр.н.е., е осигурило точните условия за примирие. Следователно оригиналът на „Облаците“ през 425 г. пр.н.е. излиза във време, в което Атина е в мирен период. Клеон, лидер на про-военна група в Атина, е бил мишена на Аристофан в по-ранните му произведения и неговите опити да осъди поета за клевети през 426 г. пр.н.е., са влошили ситуацията. Аристофан обръща специално внимание на Клеон в предишната си комедия „Конниците“ през 424 г. пр.н.е. и има сравнително малко препратки към нея в „Облаците“.
Освободен от политически и военни проблеми, в „Облаците“ Аристофан се фокусира върху конфликт, представен и в други негови произведения – противоречието между Старото и Новото, битката на идеите и традициите. Научните хипотези на йонийските философи като Талес през 6 век пр.н.е. са се превърнали в банални познания по времето на Аристофан и това е довело например до нарастващото убеждение, че цивилизованото общество не е дар от боговете, а по-скоро се е изграждало постепенно от примивното, подобно на животинско, човешко съществуване. Около времето, в което е създадена комедията „Облаците“, Демокрит разкрива разскъсана теория на Космоса, а Хипократ установява емпирични и научни подходи в медицината. Анаксагор, чиито трудове са били изучавани от Сократ, е живеел в Атина, когато Аристофан е бил юноша. Анаксагор е бил покровителстван от влиятелни фигури като Перикъл, но олигарсите също са имали политически застъпници и Анаксагор е бил обвинен в безбожие и е бил изпъден от Атина около 437 г. пр.н.е.
Битката на идеи е довела до някои необичайни приятелства, които пресичат индивидуални и статутни различия, като тези между потиснатия Перикъл и наивния Анаксагор или между красивия аристократ Алкибад и грозния плебей Сократ. Той е бил 45-годишен и в добро физическо състояние, когато е създадена „Облаците“, но въпреки това той е имал лице, което лесно е можело да бъде окарикатурено от майсторите на маски – фактор, който допринася за честото му осмиване от комедианти. Всъщност една от комедиите, победила „Облаците“ през 423 г. пр.н.е. – „Коннус“ на Амипсиас, също е осмивала Сократ. Съществува известна теория, описана от Елиан, според която Сократ се изправил от мястото си по време на изпълнението на „Облаците“ и стоял безмълвно в отговор на шепненето на чужденците сред публиката на фестивала „Кой е Сократ?“.

## Дискусия
Платон е смятал „Облаците“ за допринасящ фактор при съдебния процес и екзекуцията на Сократ през 399 г. пр.н.е. Съществува известна подкрепа за мнението му дори и в модерната епоха. Въпреки това Аристофановите пиеси обикновено са били неуспешни при оформянето на общественото отношение към важни въпроси, както се вижда от тяхната неефективна опозиция към Пелопонеската война, демонстрирана в комедията „Лизистрата“ и към популисти като Клеон. Освен това процесът на Сократ бил след мъчителното поражение на Спарта над Атина, години след изпълнението на комедията, когато подозрения били подхванати от обществената неприязън към неговите сътрудници като Алкивиад.
В „Облаците“ Сократ е представен като дребнав измамник и софист с показни интереси към физическите спекулации. Въпреки това все още е възможно да разпознаем в него отличителната личност, очертана в диалозите на Платон. Практикуването на аскетизъм, диспилинираното, интровертно мислене и разговорна диалектика изглеждат да са карикатури на поведението на Сократ, описано по-късно по-съчувствено от Платон. Аристофановият Сократ е много по-заинтересован във физическите спекулации от Платоновия Сократ, въпреки че е възможно истинският Сократ наистина да е проявявал силен интерес към тях по време на развитието си като философ и това твърдение намира подкрепа в диалога на Платон „Федон“.
Съществуват аргументи, че Аристофан е окарикатурил „пре-Сократичен“ Сократ и че философът, изобразен от Платон, е бил много по-зрял мислител, повлиян от подобни критики. Обратно на това, възможно е Аристофановата карикатура на философа просто да отразява собственото му невежество по отношение на философията. Сългасно друг преглед на „Облаците“, комедията може да бъде разбрана най-добре във връзка с трудовете на Платон като доказателство за историческо съперничество между поетичните и философските начини на мислене.

## „Облаците“ и старата атическа комедия
По време на същинската парабаза, хорът разкрива, че оригиналната пиеса е била зле възприета, когато е била изпълнена за пръв път. В парабазата има препратки към „Марикас“ на Евполид, написана през 421 г. пр.н.е., която критикува популисткия политик Хипербол, пратен в изгнание през 416 г. пр.н.е. Тези препратки показват, че „Облаците“ най-вероятно е била преработена между 421 и 416 г. пр.н.е. Парабазата включва и призив към публиката да осъди Клеон за корупция. Тъй като той е починал през 422 г. пр.н.е. може да се предположи, че този призив е бил задържан в оригиналната продукция през 423 г. пр.н.е. и така действащата комедия трябва да е частично преразглеждане на оригиналната.
Преработената пиеса е непълна форма на стара атическа комедия. Старата атическа комедия условно ограничава броя на актьорите на 3 или 4 и все пак на сцената вече има трима актьори, когато Правият и Кривият Довод са въведени в действието и по това време липсва песен, която би позволила смяна на костюмите. Пиесата е необичайно сериозна за старата атическа комедия и е твърде възможно това да е била причината оригиналът ѝ да се е провалил на Големите Дионисии. Като резултат от тази сериозност, няма празнична песен в екзода – това също не е характерно. Типичният Аристофанов хор, дори и в началото да е настроен враждебно към главния герой, в края го подкрепя и поощрява. В „Облаците“ обаче, в началото хорът изглежда симпатизиращ, но в края на комедията е очертан като недействителен антагонист. Пиесата интерпретира следващите елементи от старата атическа комедия по множество нови начини:

### Парод
Пристигането на хора в тази комедия е необичайно заради това, че пеенето започва извън сцената, преди хорът да се появи. Възможно е скритият хор да не се чувал добре от публиката и това може да е било фактор за провала на оригиналната пиеса. Освен това, величествената откриваща песен е по-типична за трагедията, отколкото за комедията.

### Парабаза
Същинската парабаза е в Евполидов тетраметър, вместо в стандартния анапестичен тетраметър. Аристофан не използва Евполидовия в нито една от останалите му запазени до наши дни комедии. Първата парабаза независимо от това е стандартна. Втората парабаза обаче е в съкратен вариант, съдържа епирема в хореичен тетраметър, ако не броим песните и антиепиремата, нужна за стандартна, симетрична картина.

### Агон
Комедията има два агона. Първият е между Правия и Кривия Довод. Аргументите на Правия Довод са в общоприетия анапестичен тетраметър, а Кривият Довод представя себе си и аргументите си в ямбичен тетраметър, вариация, която Аристофан отрежда на тези твърдения, които не следва да се приемат сериозно. Подобна разлика между анапестични и ямбични аргументи има в „Конниците“ и в „Жабите“. Вторият агон в „Облаците“ е между Стрепсиад и синът му и е в ямбичен тетраметър и за двамата говорещи.

### Епизоди
Прието е формалните диалози между героите да бъдат в ямбичен триметър. Въпреки това, сцената, въвеждаща Правия и Кривия Довод, е проведена с къси реплики в анапестичен ритъм. По-късно, в агона между Стрепсиад и сина му, част от диалога в ямбичен триметър – приспособен от „Алкеста“ на Еврипид – е вмъкната в речта в ямбичен тетраметър, преход, който изглежда нетипично непохватен.

### Дефиниции
Думата „софистика“ е централна за комедията, защото това е видът образование, което се получава в школата на Сократ. Тя загатва за специален вид знание – коварно, подвеждащо и вероятно фалшиво. „Софист“ е имало същото значение за древните гърци, както „измамник“ за съвременните хора.

## Издания на български език
- Облаци. Превод Н. Соколов (Георги Бакалов). София, 1914 (1918, 1925)
- Облаци. Превод от старогръцки език Александър Балабанов. София, 1915 (1917, 1918, 1925, 1939)
- Облаци. Превод Р. Леваков. Шумен, 1915
- Облаци. Превод от старогръцки език Веселин Бешевлиев. София: Петър Иванов, 1947, 88 стр.
- Облаци. Превод от старогръцки език Александър Милев. София: Народна култура, 1962, 162 стр.
- Комедии. Превод от старогръцки език в стих Александър Ничев. София: Народна култура, 1985, 780 стр.